# Констамонит
Констамони́т или Костамони́т или по-старо Кастамонит (на гръцки: Μονή Κωνσταμονίτου, Κασταμονίτου) е православен гръцки манастир, един от 20-те православни манастира на Света гора, 20-и поред в манастирската йерархия. Намира се в северозападната част на Атонския полуостров, на 2 км навътре в сушата.

## История
Манастирът е основан през XI век е посветен на Свети Стефан Първомъченик. През 1276 г. Констамонит е разрушен от униати – привърженици на император
Михаил VIII Палеолог. За възстановяването на манастира значителна помощ оказват византийските императори Йоан V Палеолог и Мануил II Палеолог и сръбският деспот Георги Бранкович.
В периода на османското владичество Констамонит преживява тежки времена и започва да се възражда чак през XIX век. Важни събития са превръщането на манастира в общежителен през 1818 г. и пристигането в манастира на йеромонасите Симеон Стагирит и Йосиф. С помощта на архимандрит Мелетий те събират значителни средства в Русия, и погасяват дълговете на манастира и издигат нов католикон, през 1867 – 1869 г. В Констамонит има също и четири параклиса, посветени на Иверската икона на Богородица, Свети Константин, Вси Светии и Свети Николай Мирликийски.
В манастира понастоящем живеят около 30 монаси.

## Ценности и реликви
Сред манастирските реликви са две чудотворни икони на Богородица („Одигитрия“ (XII век) и „Предвъзвестителница“ (ХІ век) и една на Свети Стефан (от VІІІ век), частица от Животворния кръст, частици от мощите на светците Стефан, апостол Андрей, евангелист Лука, Константин Велики, Трифон, Козма и Дамян, Модест, Йоан Златоуст и много други.
В библиотеката на манастира се съхраняват 110 ръкописа и 5000 печатни книги.